# متافیزیک (کتاب ارسطو)
متافیزیک یا مابعدالطبیعه کتابی از فیلسوفِ یونانی، ارسطو است. این کتاب مجموعه‌ای است از درس‌هایی که در دوره‌های گوناگون ارائه شده‌است. از این روست که در این کتاب برخی مسئله‌های یکسان به چندین صورت متفاوت بررسی شده‌اند.
عنوان این اثر که اصولاً از محل قرار گرفتن آن در آثار ارسطویی (بعد از طبیعیات) اخذ کرده‌اند، احتمالاً یکی از مشائیانی که قبل از آندرونیکوس زندگی می‌کرده‌است به او داده‌است و این عنوان، محتوای کتاب را نیز از آن جهت که ارسطو بر خلاف افلاطون، مابعدالطبیعه‌اش را بر پایهٔ طبیعیاتش تأسیس می‌کند، به صورتی کاملاً درست نشان می‌دهد.
ابن سینا گفته‌است که کتاب مابعدالطبیعه ارسطو را چهل بار خوانده‌است تا جایی که آن را حفظ شده اما به غرض نویسنده از نگارش کتاب پی نبرده است تا آن که رساله اغراض مابعدالطبیعه ابونصر فارابی را خوانده و آن گاه مابعدالطبیعه را نیک دریافته است.
متافیزیکِ ارسطو به تبیین فلسفه مَشّاء می‌پردازد و یکی از منابع اصلی نوافلاطونیان و فلاسفه اسلامی است.

## ترجمه فارسی
دو ترجمه فارسی از این اثر تاکنون به انجام رسیده‌است:
- متافیزیک (مابعدالطبیعه) به قلم شرف‌الدین خراسانی. این ترجمه مستقیماً از متن یونانی به انجام رسیده و چاپ نخست آن در سال ۱۳۶۶ بوده‌است.[۳]
- متافیزیک (مابعدالطبیعه) به قلم محمدحسن لطفی. چاپ نخست این ترجمه در ۱۳۷۸ بوده‌است.[۴]